# La casa vella i fosca
La casa vella i fosca (títol original en anglès: The Old Dark House) és una comèdia de terror anglo-estatunidenca, dirigida per William Castle i esstrenada el 1963. És un remake del film de 1932, The Old Dark House, de James Whale. Ha estat doblada al català.

## Argument
Tom Penderel, un estatunidenc instal·lat a Anglaterra on és venedor de cotxes, lliura un cotxe a un vell multimilionari excèntric, Jasper Femm, que viu en una estranya residència amb nombrosos membres de la seva família. Ara bé, quan arriba, se li anuncia que Jasper Femm acaba de morir. De cara a la tempesta que s'aixeca, li proposen passar la nit a la residència dels Femm ...

## Repartiment
- Tom Poston: Tom Penderel
- Robert Morley: Roderick Femm
- Janette Scott: Cecily Femm
- Joyce Grenfell: Agatha Femm
- Mervyn Johns: Petiphar Femm
- Fenella Fielding: Morgana Femm
- Peter Bull: Jasper Femm
- Danny Green: Morgan Femm
- John Harvey: el recepcionista

## Premis i nominacions
Nominacions
- Premi Saturn a la millor col·lecció DVD